# Tomina
Tomina è un comune (municipio in spagnolo) della Bolivia nella provincia di Tomina (dipartimento di Chuquisaca) con 8.435 abitanti (dato 2012).
Template:Coor title dms

## Cantoni
Il comune è formato dall'unico cantone omonimo suddiviso in 27 subcantoni.